# Roma (película de 2004)
Roma es una película argentino-española dramática de 2004 dirigida por Adolfo Aristarain y protagonizada por Juan Diego Botto, Susú Pecoraro y José Sacristán. El guion fue escrito por Aristarain, Mario Camus y Kathy Saavedra, sobre historia de Adolfo Aristarain. Se estrenó el 15 de abril de 2004.

## Sinopsis
Roma Di Toro (Susú Pecoraro) es la madre de Joaquín Goñez (protagonizado de joven por Juan Diego Botto y de adulto por José Sacristán), un escritor argentino afincado en España. Éste contrata a un joven escritor y corrector literario llamado Manuel Cueto, también interpretado por Botto (como posible metáfora de que todo sucede en la mente de Joaquín Goñez y como recurso de identificación entre ambos), para que le ayude a escribir su autobiografía. Al relatar sus experiencias, el escritor establece un vínculo emocional con su propio pasado y su memoria, recordando su juventud vivida en la Argentina de los años 1960 y 1970, el clima político durante la misma, su gran amor, Reneé, y sobre todo, la relación con quien le daría un curso a su vida: su madre, Roma.

## Reparto
- Susú Pecoraro ... Roma Di Toro
- Juan Diego Botto ... Manuel Cueto/Joaquín Góñez (joven)
- José Sacristán ... Joaquín Góñez (a los 60 años)
- Marcela Kloosterboer ... Reneé
- Maximiliano Ghione ... Guido
- Gustavo Garzón ... padre de Joaquín Góñez
- Marina Glezer ... Alicia
- Jean Pierre Noher ... Pando
- Vando Villamil ... Áteo di Toro
- Marcos Woinski ... Afinador
- Agustín Garvie ... Joaquín Góñez (niño)
- Carla Crespo ... Betty
- Marcos Mundstock ... Gustavo Smirnoff
- Raúl Rizzo ... Doctor Cassano
- Alberto Jiménez ... Editor (hijo)
- Ángel Facio ... Editor (padre)
- María Galiana ... Portera
- Maxi Zago ... Simón
- Diego Topa ... Figueroa
- Tony Lestingi ... Tío Juan
- Héctor Malamud ... Kaminsky
- Cecilia Labourt ... Dora
- Gabriel Fernández ... Maestro
- Elena Gowland ... Miss Gleesson
- Daniel Dibiase ... Servicio 1
- Diego Topa ... Bautista

## Producción y rodaje
La película se rodó mayoritariamente en Argentina, aunque algunas escenas se filmaron en España (Madrid).

## Premios
- 2005: Festival de Cine de España de Toulouse, Violeta de Oro, a la mejor actriz y al mejor guion.
- 2005: Premios Cóndor de Plata de la Asociación Argentina de Críticos de Cine, mejor película, mejor director, mejor actriz protagónica (Susú Pecoraro).
- 2004: Premios Clarín Espectáculos a la mejor actriz (Susú Pecoraro).
- 2004: Festival Internacional del Nuevo Cine Latinoamericano de La Habana, Premio del Público, a la mejor actriz (Susú Pecoraro) y al mejor guion.